# Zygosicyos
Zygosicyos es un género con dos especies de plantas con flores perteneciente a la familia Cucurbitaceae. 

## Especies seleccionadas
| - Zygosicyos hirtellus - Zygosicyos tripartitus |